# 朝おき太
朝 おき太（あさ おきた、1981年3月13日 - ）は、朝日放送テレビで放送されている『おはよう朝日です』に登場する、ウサギのマスコットキャラクター。一般的には「おき太くん（おきたくん）」と呼ばれる。

## 概要
1981年3月13日に番組に初登場、この日が誕生日という設定になる。『おはよう朝日です』開始当初、番組で使用されていた中継用ヘリコプターにウサギの絵が描かれていたが、その絵をアレンジして誕生したとされている
。当初はイラストとして登場したが、1982年に着ぐるみが誕生する。1996年3月までは毎日出演していたが、朝めざめ（めざめちゃん）が1996年4月1日に妹という設定で登場し、以降基本的に交代で番組に出演する。なお、年末年始等特別な場合には兄妹同時に出演するケースがある。また、スケジュールのミスにより兄妹が同時に出演したという事もある。
関西エリアでは非常に知名度が高く、多くの人に知られているキャラクターである。
かつては放送局としてのイベントや在阪局共同のイベントなどの際に、朝日放送のマスコットキャラクター的な位置づけで出演したこともある。これらのこともあり局としてのマスコットキャラクターと間違えられることもあるが、あくまでも番組のマスコットキャラクターである。
『さんまのまんま』（関西テレビ）の着ぐるみ「まんま」などを手がける「株式会社リップ」から独立した［アトリエ　ラ・ビッツ］がおき太くんおよびめざめちゃんを担当している。スーツアクターは同社の副社長（朝日放送ラジオ「誠のサイキック青年団」で北野誠が発言）ともいわれるが、公式には明らかにされていない。
「小学校高学年の男の子」という設定だったが、めざめちゃん登場によりおき太くんは中学一年生、めざめちゃんは小学三年生という設定になっている。一方で出演したサッポロ ドラフトワンCMではビールを飲むシーンがあり「おき太くんは20歳をこえています。」と注意書きされていた。

## 特徴
耳は普段横に長く広がっているが、可動式で縦に跳ね上げて起こすことができる。耳が横に広がっているのは大阪タワーのスカイスタジオから『おはよう朝日です』が放送されていた当時、ヘリコプターによる中継があったことから、回転翼をイメージしてデザインされたものである。お辞儀をする際など、周囲の人にぶつかりそうな時は耳をはねあげ、ぶつからないようにしているが、最近は動かすことは稀である。そのため時々周囲の人にぶつかる時がある。特別番組「おはよう赤井です」出演時、赤井英和に耳がぶつかり、頭を叩かれたこともある。まぶたも可動式で、まばたきをすることができる。こちらは頻繁に動かす。
服はつなぎを着ていることが多い。着ぐるみにしては珍しく、服をよく替える。

## エピソード
- 時々寝坊をし、番組に遅刻することがある。遅刻がスポーツ新聞で記事になった事もある。
  - 2012年11月10日に放送された特番『おはよう朝日 1万回です』に出演した宮根誠司によると、おき太の中の人は尼崎に住んでいるらしい。
- 番組中、出番以外では、スタジオの片隅で頭を外した状態で休憩している。ごく稀に、その場面が放送されてしまうことがある。
  - 宮根は毎日放送『ジャイケルマクソン』にゲスト出演した際に、それを発言した。
  - 実際に2000年5月26日放送分で、井上公造が軽くツッコミを入れる意味合いで宮根をスタジオ内で追いかけ回したところ、エレクトーン席真横でおき太の中の人が頭部を脱いで休んでいた姿がそのまま映し出されてしまうというハプニングがあった。

## 番組以外での活動

### CM
- みんなの木 - 近畿2府4県の小学校・幼稚園を訪問し、児童とともに植樹活動を実施する朝日放送環境キャンペーン。CM出演だけでなく学校訪問も実施。
- チョコフレーク
- サッポロ ドラフトワン
- バイク王
- アサヒ飲料「バヤリース」
- 朝日放送社屋移転スポットCM
- カーテンDo!

### プロレス
- 2006年2月26日、門真市なみはやドームサブアリーナで行われた大阪プロレスの「〜THIS IS 大阪名物〜大阪名物世界一決定戦8WAYマッチ60分1本勝負」において、第9代大阪名物世界一を獲得。
- 2006年5月28日、フェスティバルゲート内大阪デルフィン・アリーナで行われた「大阪名物世界一選手権試合4WAYマッチ」において、王座防衛を果たした。
- 2006年9月16日、IMPホールで行われた「大阪名物世界一選手権試合6WAYマッチ60分1本勝負」において、2度目の防衛。なお試合後、右耳の不調を訴え、診断の結果「右耳骨折」と診断された。
- 2007年1月6日、「負傷した右耳が治らない」ことを理由にベルト返上を発表、プロレスからは事実上の引退となった。

### その他
2010年12月27日におこなわれた通天閣の「第55回干支の引き継ぎ式」では、2010年が寅年、2011年が卯年ということもあり、阪神タイガースマスコット「トラッキー」とともに式に初めて招かれ、ウサギ代表として干支引き継ぎを担当した。